# Jasmin Halili
Jasmin Halili (* 1. März 1999) ist ein serbischer Leichtathlet, der sich auf den Hochsprung spezialisiert hat.

## Sportliche Laufbahn
Erste internationale Erfahrungen sammelte Jasmin Halili im Jahr 2016, als er bei den erstmals ausgetragenen Jugendeuropameisterschaften in Tiflis mit übersprungenen 2,11 m den vierten Platz belegte. Im Jahr darauf gelangte er bei den U20-Europameisterschaften in Grosseto mit 2,10 m auf den zwölften Platz und 2018 wurde er bei den U20-Weltmeisterschaften in Tampere mit einer Höhe von 2,12 m Elfter. 2019 belegte er dann bei den U23-Europameisterschaften in Gävle mit 2,20 m den fünften Platz.
2018 und 2019 wurde Halili serbischer Hallenmeister im Hochsprung.

## Persönliche Bestleistungen
- Freiluft: 2,20 m, 14. Juli 2019 in Gävle
- Halle: 2,18 m, 13. Januar 2018 in Belgrad